# Åke Berntsson
Åke Bertil Sixten Berntsson, även skrivet Berndtsson, född 11 juni 1934 i Ljungs församling, Uddevalla kommun, död 7 juni 2016 i Ellös, var en svensk roddare. Han tävlade för Uddevalla RK.
Berntsson tävlade för Sverige vid olympiska sommarspelen 1960 i Rom. Han var en del av Sveriges lag som blev oplacerade i åtta med styrman.